# 熊野本宮大社
熊野本宮大社（くまのほんぐうたいしゃ）は、和歌山県田辺市本宮町本宮にある神社。熊野速玉大社・熊野那智大社と共に、熊野三山を構成している。家都美御子大神（けつみみこのおおかみ、熊野坐大神〈くまぬにますおおかみ〉、熊野加武呂乃命〈くまぬかむろのみこと〉とも）を主祭神とする。かつては式内社（名神大社）。旧社格は官幣大社で、現在は神社本庁の別表神社。ユネスコの世界遺産「紀伊山地の霊場と参詣道」の構成資産の1つ。

## 歴史

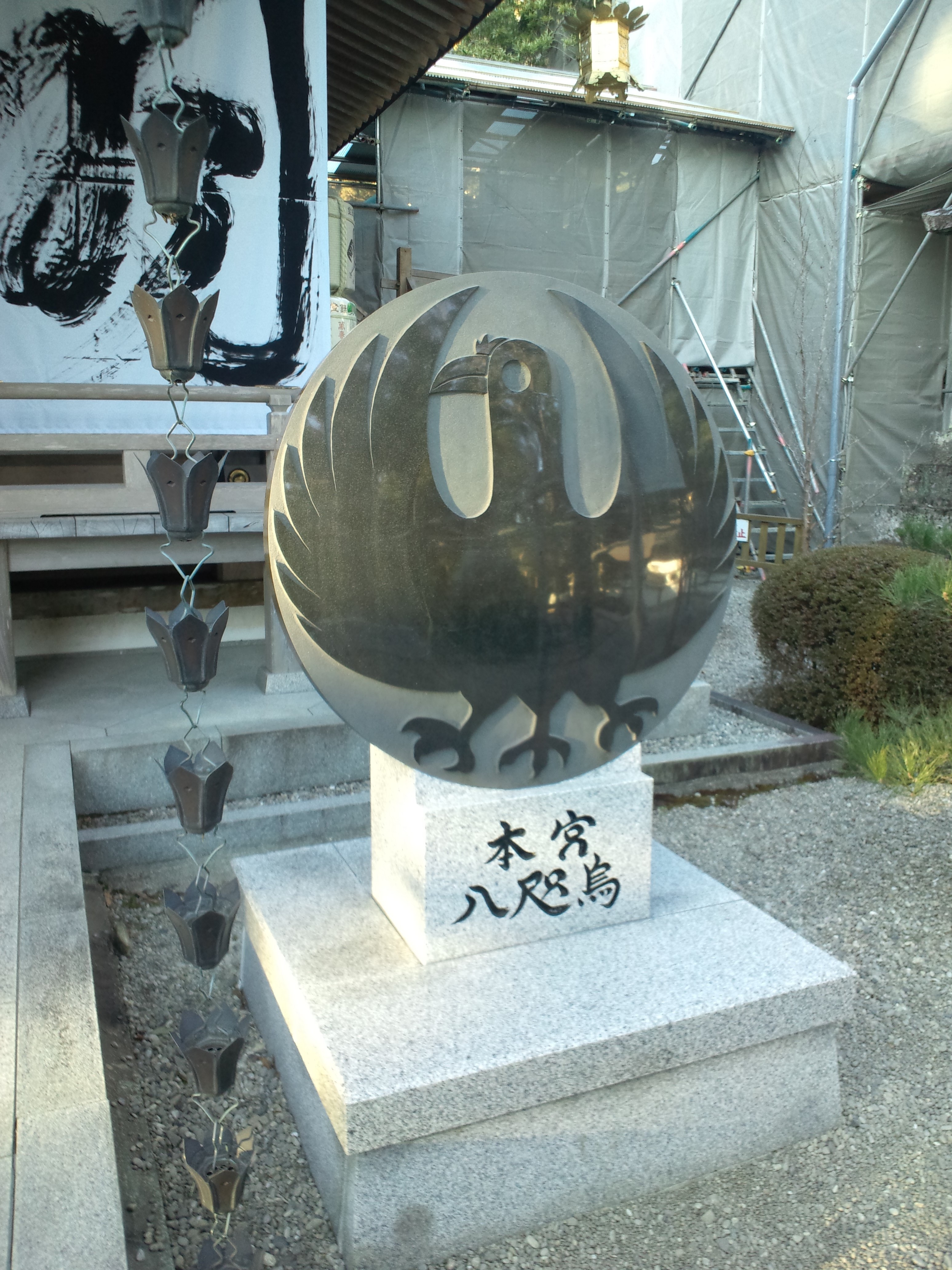
熊野本宮大社 八咫烏の像

詳しい創建年代は不明であるが、社伝によると崇神天皇65年に熊野川の中洲、現在の大斎原（おおゆのはら）の地に創建されたとされている。
「熊野権現垂迹縁起」によると、熊野坐大神は唐の天台山から飛来したとされている。熊野坐大神（家都美御子大神）は、須佐之男命とされるが、その素性は不明である。太陽の使いとされる八咫烏を神使とすることから太陽神であるという説や、中洲に鎮座していたことから水神とする説、または木の神とする説などがある。家都美御子大神については他にも五十猛神や伊邪那美神とする説があり、菊理媛神とも関係するとの説もあるが、やはりその素性は不詳とされる。
古代から中世にかけて、神職はニギハヤヒの後裔で熊野国造の流れを汲む和田氏が世襲し、平安時代には式内社（名神大社）に列せられている。
平安時代の末期には鳥羽上皇、後白河法皇、後鳥羽上皇などが幾度も熊野三山に足を運び、大いに賑わっている。
1871年（明治4年）に熊野座神社（くまのにますじんじゃ）として国幣中社に列格した。
かつては熊野川の中洲に上四社、中四社、下四社を始め拝殿や様々な社殿が立ち並んでいたが、
1889年（明治22年）8月に十津川大水害が発生。和歌山県田辺で日雨量901.7mmを観測する記録的な豪雨に加え、上流の奈良県側に降った豪雨の影響もあり熊野川は大洪水となった。それまでは社殿が流される規模の出水は無かったが、このときの雨で上四社以外の建物は全て流されてしまった。明治以後、山林の伐採が急激に行われたことにより山林の保水力が失われ、大規模な洪水が引き起こされたもようである。残された上四社は現在地に移転したが、中四社、下四社と様々な摂末社の再建は行われなかった。旧社地の中洲は大斎原（おおゆのはら）と呼ばれ、中四社、下四社と摂末社の祭神を祀る2基の石祠が建立された。
1915年（大正4年）には官幣大社に昇格している。1948年（昭和23年）に神社本庁の別表神社に加列されている。
2000年（平成12年）、大斎原に鉄筋コンクリート造の日本一高い大鳥居（高さ33.9m、横42m）が建てられた。
かつては湯立が行われており、「熊野権現垂迹縁起」では大斎原が「大湯原」と表記されていることや、熊野をユヤと読む際に湯屋や湯谷の字をあてられたことなどから、熊野信仰の中核に湯の観念があったことが指摘されている。

### 八咫烏
日本を統一した神武天皇を大和国の橿原（現・橿原市）まで先導したという神武東征の故事に習い、導きの神として八咫烏には篤い信仰がある。八咫烏の「八咫」とは大きく広いという意味である。太陽の化身で三本の足があり、それぞれ天・地・人をあらわす、といわれている。
JFA（日本サッカー協会）のマークも八咫烏である。多くのサッカー関係者が必勝祈願に訪れている。
ちなみに、サッカーを初めて日本に紹介した中村覚之助（1878年 - 1906年）は那智町（現・那智勝浦町）の出身。JR西日本那智駅前には「日本サッカーの始祖 中村覚之助」と刻まれた顕彰碑がある。

## 祭神
| 社殿   | 社殿     | 社殿       | 祭神                       | 本地仏             |
| ------ | -------- | ---------- | -------------------------- | ------------------ |
| 上四社 | 第一殿   | 西御前     | 熊野牟須美大神・事解之男神 | 千手観音           |
| 上四社 | 第二殿   | 中御前     | 速玉之男神                 | 薬師如来           |
| 上四社 | 第三殿   | 證証殿     | 家都美御子大神             | 阿弥陀如来         |
| 上四社 | 第四殿   | 若宮       | 天照大神                   | 十一面観音         |
| 中四社 | 第五殿   | 禅児宮     | 忍穂耳命                   | 地蔵菩薩           |
| 中四社 | 第六殿   | 聖宮       | 瓊々杵尊                   | 龍樹菩薩           |
| 中四社 | 第七殿   | 児宮       | 彦火火出見尊               | 如意輪観音         |
| 中四社 | 第八殿   | 子守宮     | 鵜葺草葺不合命             | 聖観音             |
| 下四社 | 第九殿   | 一万十万   | 軻遇突智命                 | 文殊菩薩・普賢菩薩 |
| 下四社 | 第十殿   | 米持金剛   | 埴山姫命                   | 毘沙門天           |
| 下四社 | 第十一殿 | 飛行夜叉   | 弥都波能売命               | 不動明王           |
| 下四社 | 第十二殿 | 勧請十五所 | 稚産霊命                   | 釈迦如来           |

前述の通り、1889年（明治22年）の熊野川水害により中洲にあった社殿は大きな被害を受け、上四社のみが現社地に移築された。中四社および下四社と摂末社の社殿は再建されず、旧社地に2基の石祠が建てられた。なお神域内の上四社・大斎原とも基本的に撮影禁止であり、撮影を希望する場合は社務所にて許可が必要である。

## 境内
- 本宮（第三殿（證証殿）、重要文化財） - 祭神：家都美御子大神。文化7年（1810年）建立。
- 結宮（第一殿（西御前）・第二殿（中御前）、重要文化財） - 第一殿祭神：熊野牟須美大神・事解之男神、第二殿祭神：速玉之男神。享和2年（1802年）建立。
- 若宮（第四殿（東御前）、重要文化財） - 祭神：天照大神。享和2年（1802年）建立。
- 中門 - 4つ並んでいる。
- 満山社 - 祭神：結びの神、祓いの神
- 拝殿
- 神門
- 八咫烏像
- 社務所
- 宝物殿
- 祓戸大神
- 功霊社 - 祭神：日露戦争と太平洋戦争での戦死者
- 瑞鳳殿
- 境外
  - 産田社 - 祭神：伊邪那美大神荒魂

### 熊野本宮旧社地 大斎原
- 大鳥居 - 鉄筋コンクリート造の日本一高い大鳥居。高さ33.9m、横42m。2000年（平成12年）完成。
- 東の石祠 - 祭神：境内摂末社（八咫烏神社・音無天神社・高倉下神社・海神社）
- 西の石祠 - 祭神：中四社（忍穂耳命・瓊々杵尊・彦火火出見尊・鵜葺草葺不合命）、下四社（軻遇突智命・埴山姫命・弥都波能売命・稚産霊命）

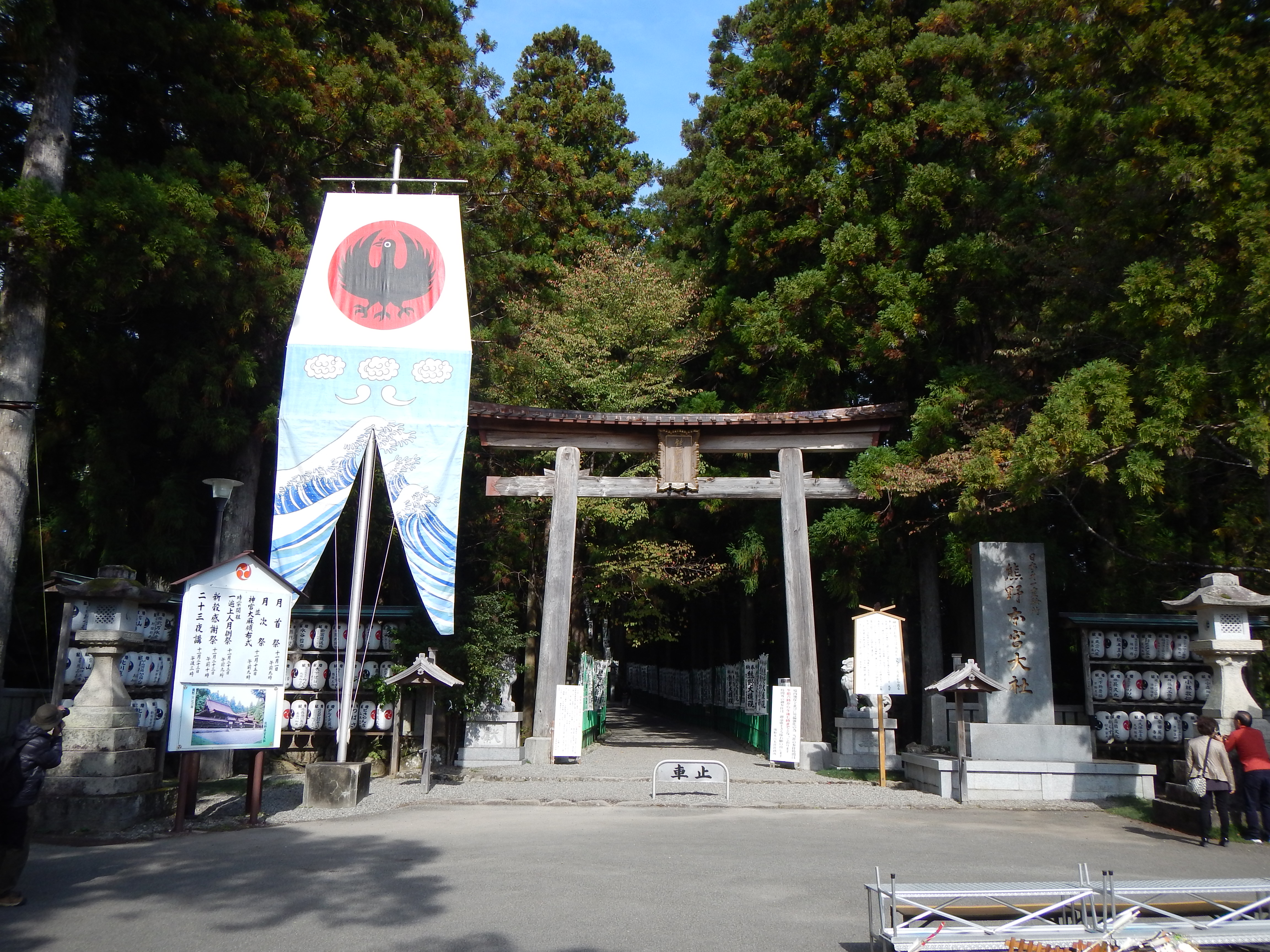
鳥居
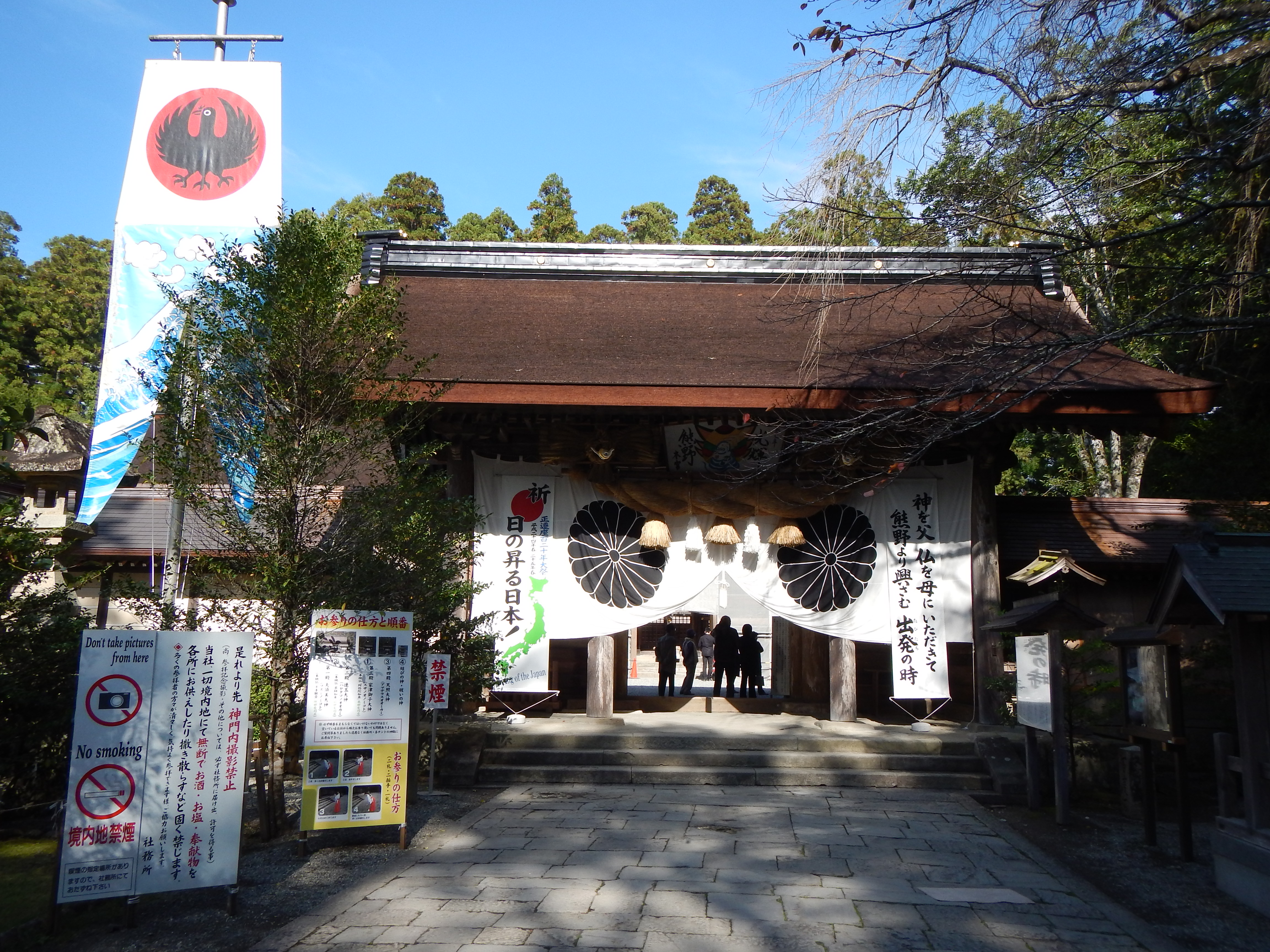
神門
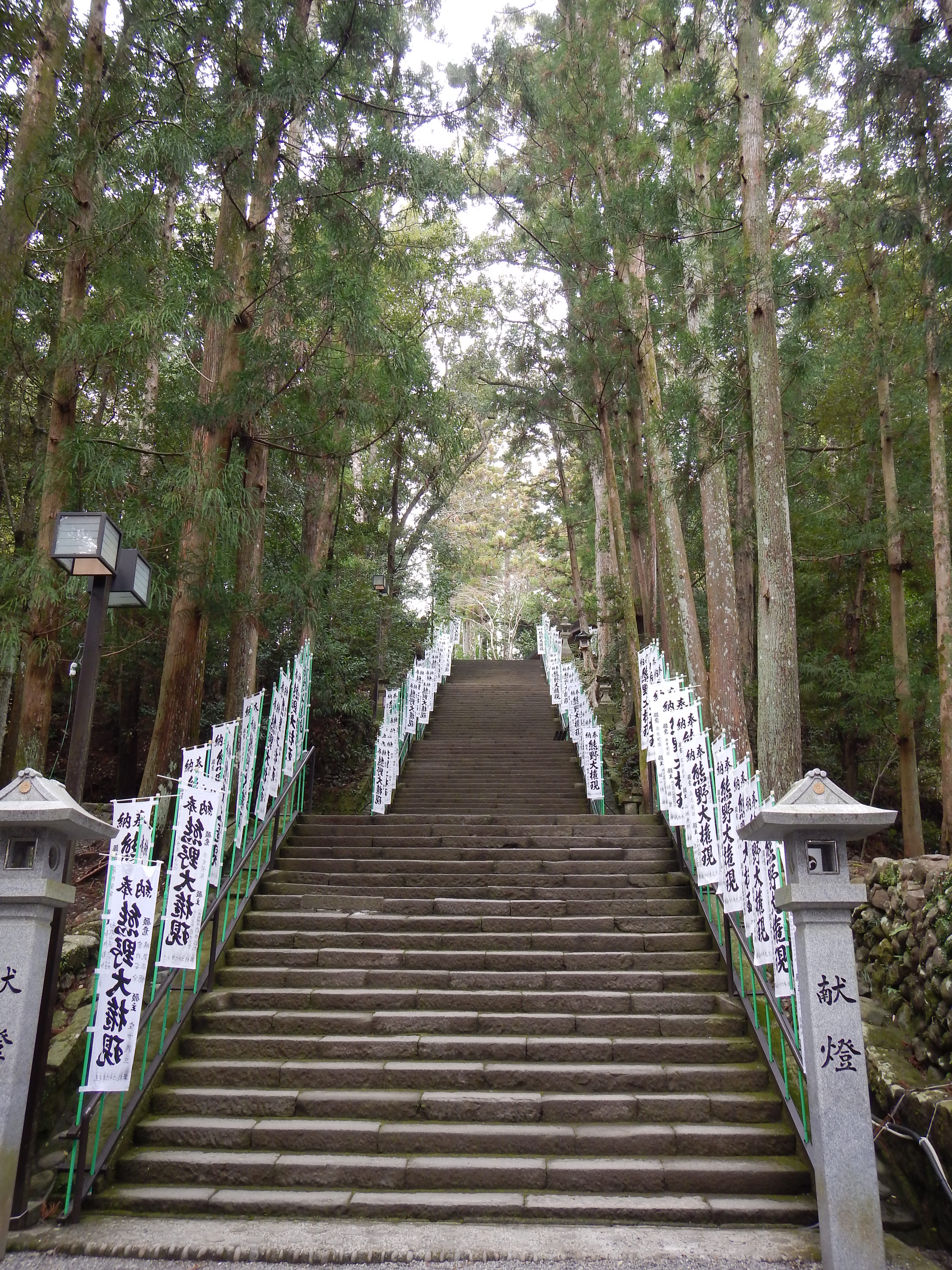
参道
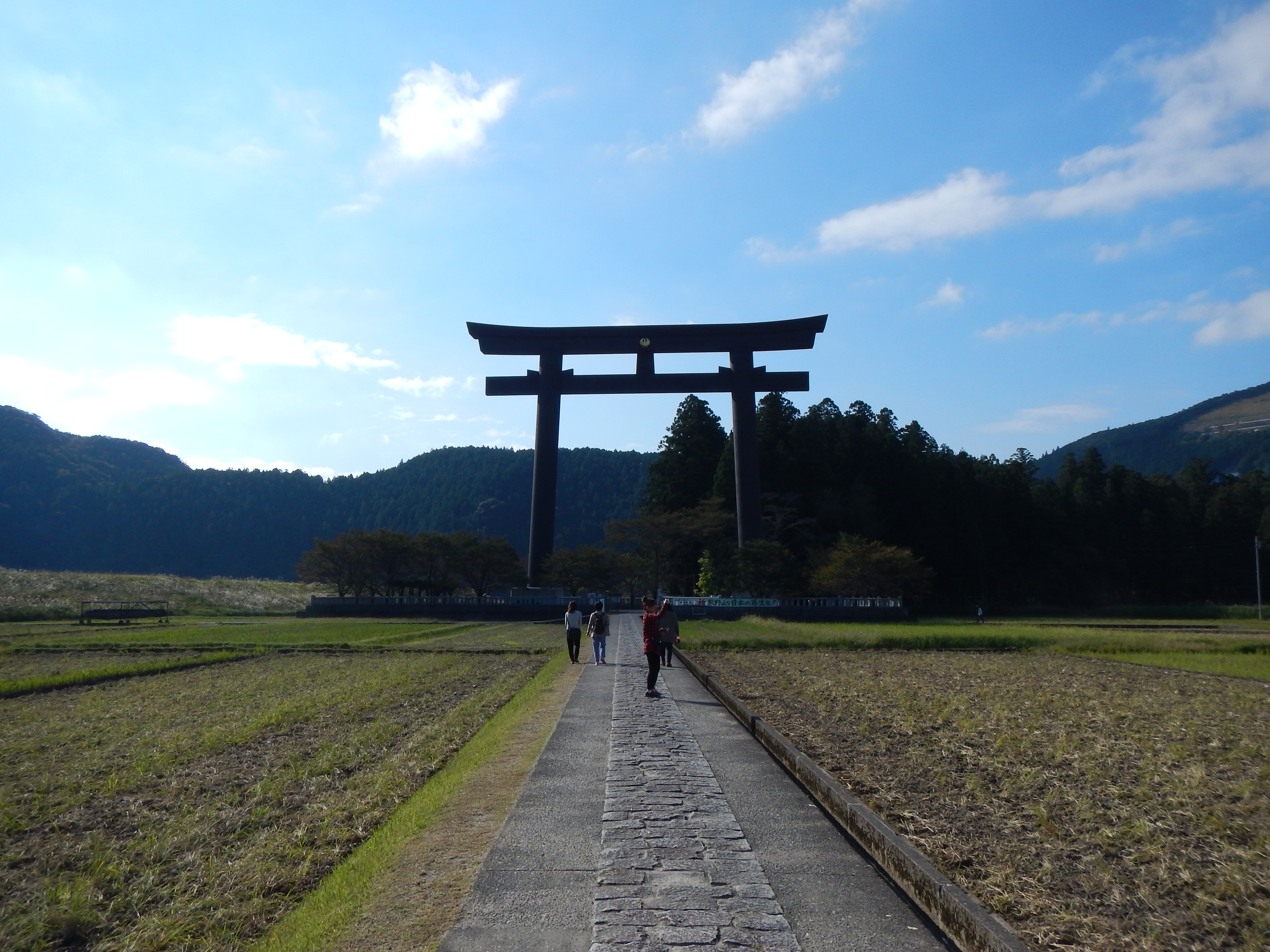
大斎原大鳥居

## 文化財

### 重要文化財（国指定）

#### 建造物
- 熊野本宮大社 - 重要文化財（建造物、1995年（平成7年）12月26日指定）[10]
  - 熊野本宮大社第一殿・第二殿（西御前・中御前）[11]
  - 熊野本宮大社第三殿（証誠殿）[12]
  - 熊野本宮大社第四殿（若一王子）[13]

上記3棟が重要文化財に指定されている（第一・二殿は建物としては1棟）。棟札により、第一・二殿と第四殿は享和2年（1802年）、第三殿は文化7年（1810年）の建立と判明する。第一・二殿は入母屋造平入り、桁行5間、梁間4間で、正面に庇を付し、正面の2箇所に木階を設ける。内部は桁行3間、梁間1間の内陣とし、3室に分け、左右の室に熊野牟須美大神と速玉之男神をそれぞれ祀る。第一・二殿の向かって右に建つ第三殿と第四殿は同規模・同形式で妻入り、正面は切妻造庇付き、背面は入母屋造の特異な形式とする。柱間は桁行（本建物の場合は側面）2間、梁間は正面は1間、背面は中央に柱が立ち2間とする。これらの社殿は1889年（明治22年）の十津川大水害での流出を免れ、現社地に移築されたものである。各建物は入母屋造屋根を用いる点、木割が太く、装飾の少ない簡素な構成とする点に特色があり、床下に連子窓を設けるなど、細部形式にも特色がある。社殿の形式や配置は中世の絵画資料にみられるものと一致し、古くからの形式を保持していることがわかる。

#### 彫刻
- 木造家津御子大神坐像、木造速玉大神坐像 、木造夫須美大神坐像、附 木造天照大神坐像（1966年〈昭和41年〉6月11日・4躯一括指定）[10]。
  - 木造家津御子大神坐像（平安時代中期）
  - 木造速玉大神坐像（平安時代中期）
  - 木造夫須美大神坐像（平安時代中期）
  - 木造天照大神坐像（平安時代中期）

#### 工芸品
- 鉄湯釜（1983年（昭和58年）6月6日指定）[15] - 湯立ての神事に用いる湯釜で、建久9年（1198年）の銘がある。鉄製の湯船としては建久8年（1197年）在銘の東大寺大湯屋のものが最古であるが、湯釜としては本品が在銘最古の遺品である[16]。

### 国指定史跡
- 熊野三山 - 熊野本宮大社境内は史跡「熊野三山」の一部である[17]。当初、本宮大社社地は大斎原（本宮大社旧社地）のみが史跡「熊野参詣道」の一部として史跡として指定を受けていたが、2002年（平成14年）12月19日、熊野三山が熊野参詣道から分離・名称変更された際に、現社地が追加指定された[18]。

### 和歌山県指定有形文化財
- 絹本著色熊野本宮八葉曼荼羅 1幅 - 南北朝時代後期から室町時代。
- 大日堂の石仏 1躯
- 熊野本宮大社奉納鏡 16面
- 儀仗鉾 2振
- 擬宝珠 3個 - 江戸時代初期。元和6年（1620年）。紀州藩主徳川頼宣奉納。
- 若狭国主酒井忠直奉納石硯 1面
- 神額 1面 - 江戸時代初期。慶長18年（1613年）。豊臣秀頼寄進。
- 銅鍍金つり灯呂 1対 - 豊臣秀頼寄進。
- 銅鉢 1口 - 豊臣秀頼寄進。
- 文台 1基
- 硯箱 1基

### 和歌山県指定無形民俗文化財
- 八咫烏神事（熊野本宮大社神事保存会）
- 御竈木神事（熊野本宮大社神事保存会）
- 熊野本宮の湯登神事・御田祭（熊野本宮大社神事保存会）

## 前後の札所
神仏霊場巡拝の道
3 熊野那智大社　-　4 熊野本宮大社　-　5 闘鶏神社

## 交通

### バス
「本宮大社前」バス停下車
- JR 新宮駅より1時間20分（熊野御坊南海バス・奈良交通）、1時間（明光バス）。
- 南紀白浜空港より2時間22分（明光バス）。
- JR紀伊田辺駅より1時間35分（明光バス）。
- JR紀伊田辺駅より約2時間10分  (龍神自動車)
- JR紀伊勝浦駅より約1時間30分（熊野御坊南海バス）、1日1往復。
- 奈良交通十津川特急バスにて近鉄 大和八木駅より約5時間。

### 自家用車
- 駐車場あり。